# Harakiri

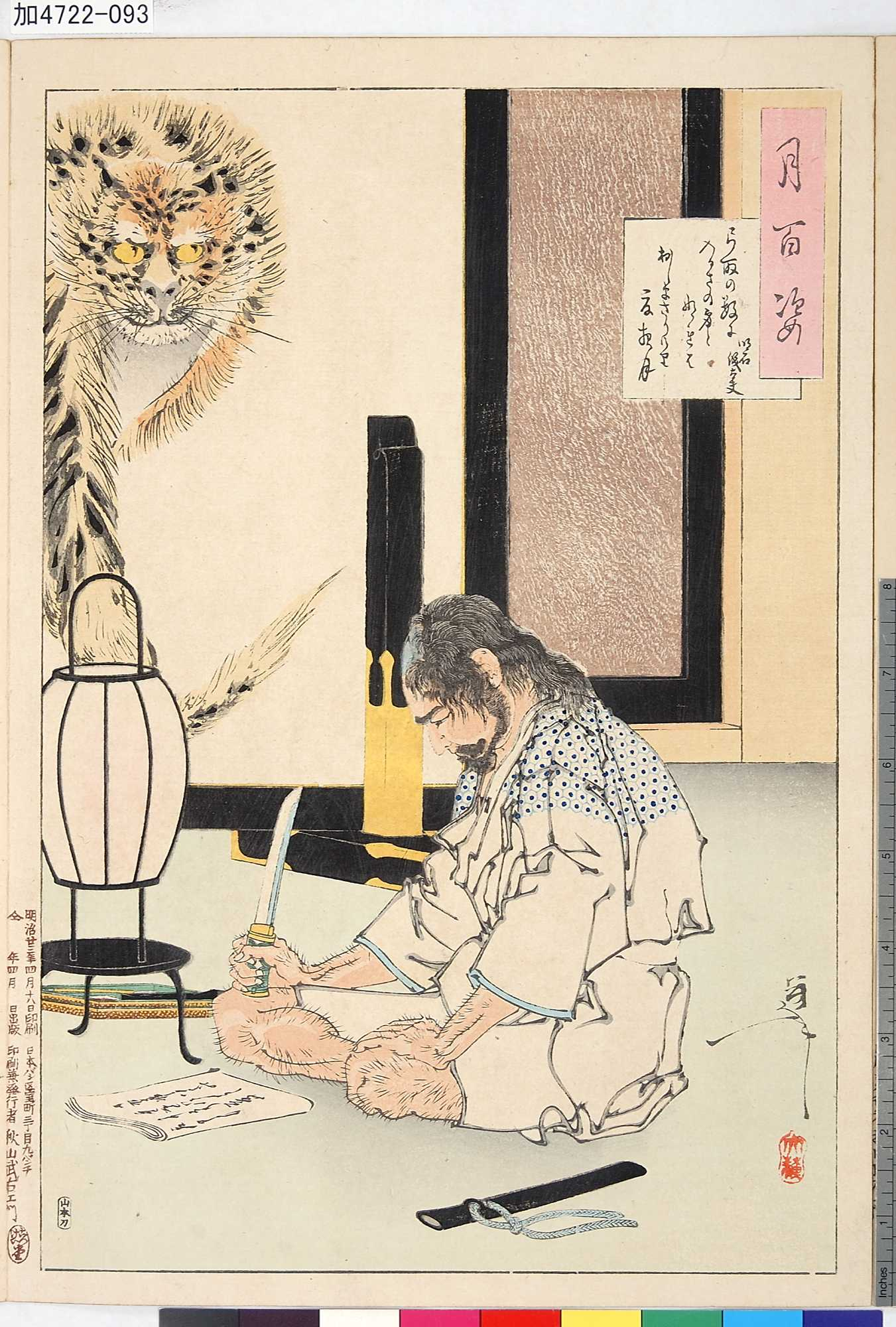
El general Akashi Gidayu se dispone a consumar seppuku tras haber escrito su poema de despedida (grabado de 1891 de Yoshitoshi).

El seppuku, sudoku, yamada, harakiri, haraquiri o hara-kiri (腹切 o 腹切り?  lit. 'corte del vientre') es el ritual de suicidio japonés por desentrañamiento. Formaba parte del bushidō, el código ético de los samuráis y se realizaba de forma voluntaria para morir con honor, en lugar de caer en manos del enemigo y ser torturado, o bien como una forma de pena capital para aquellos que habían cometido serias ofensas o habían sido deshonrados. La ceremonia formaba parte de un ritual más elaborado que se realizaba generalmente ante algunos asistentes clavándose un arma corta en el abdomen, tradicionalmente un tantō, y realizando un corte de izquierda a derecha.
La práctica de seguir al amo en la muerte por medio del harakiri es conocida como oibara (追い腹 o 追腹?) o tsuifuku (追腹?).

## Etimología
Las palabras harakiri (腹切?  'vientre' + 'cortar') y seppuku (切腹?) se escriben con los mismos caracteres, aunque con distinto orden y distinta lectura: harakiri utiliza la lectura kun (original japonesa) y seppuku la lectura on (de origen chino). Ocurre algo similar con los términos oibara (追腹?  'seguir' + 'vientre') y tsuifuku (追腹?), aunque en este caso el orden de los caracteres es el mismo. En japonés se prefiere el término seppuku, puesto que la palabra harakiri se considera vulgar.
En español se utiliza más la forma harakiri frente a la variante haraquiri, aunque ambas grafías son aceptadas por la RAE.

## El rito del harakiri

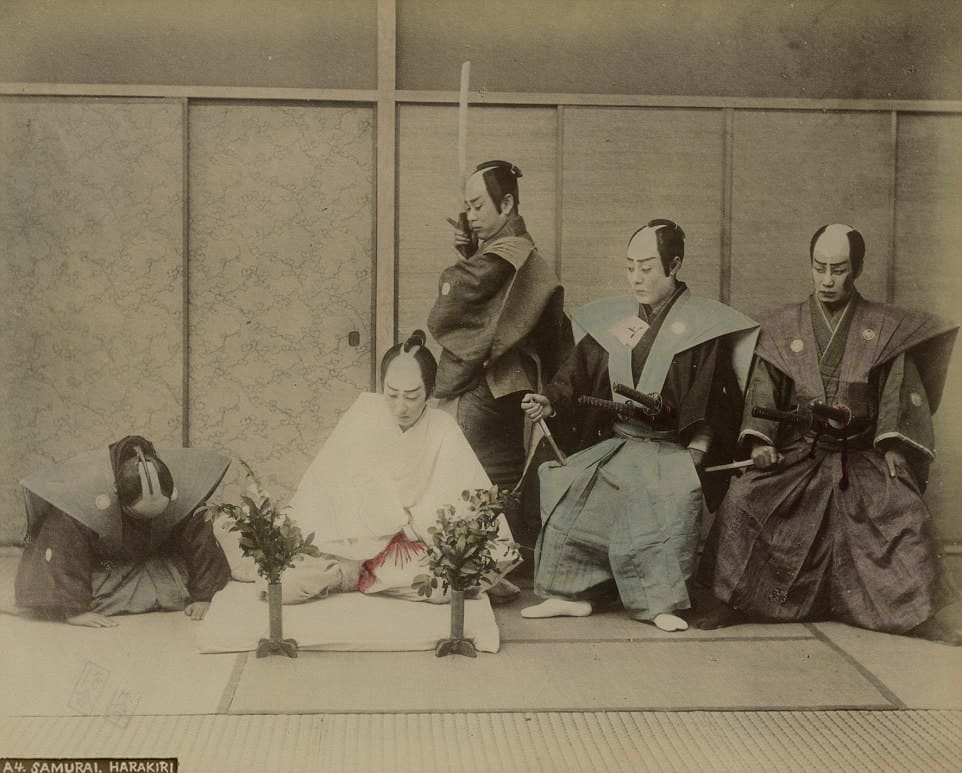
Seppukunin y kaishakunin.

El seppuku era una parte clave del bushidō, el código de los guerreros samurái. El acto podía ser voluntario, usado por los guerreros para evitar caer en manos del enemigo o para expiar un fallo al código del honor, u obligatorio, por mandato de un señor feudal (daimyō), shōgun o tribunal en caso de que un samurái cometiera un delito de asesinato, robo, corrupción, etc. En tal caso, lo habitual era poner al acusado bajo la custodia de un daimyō de confianza, concediéndosele un plazo para la consumación del seppuku. De no producirse, el reo era automáticamente ejecutado. Lo normal era que se efectuase el seppuku a su debido tiempo, ya que la familia de un ejecutado heredaba su deshonor y era despojada del patrimonio a su cargo, lo que significaba perder la pertenencia a la casta samurái y prácticamente morir de hambre en muchos casos.
Previamente a ejecutar el seppuku, se bebía sake y se componía un último poema de despedida llamado zeppitsu o yuigon, casi siempre sobre el dorso del tessen o abanico de guerra. En el fatídico momento, el practicante se situaba de rodillas en la posición seiza, se abría el kimono — habitualmente de color blanco, que aún hoy solo visten los cadáveres —, se metía las mangas del kimono bajo las rodillas — para impedir que su cuerpo cayera indecorosamente hacia atrás al sobrevenirle la muerte—, envolvía cuidadosamente la hoja del tantō (daga de unos 20-30 cm) en papel de arroz —puesto que morir con las manos cubiertas de sangre era considerado deshonroso—, y procedía a clavarse la daga en el abdomen.
El ritual completo consistía en clavarse el tantō por el lado izquierdo con el filo hacia la derecha, cortar hacia la derecha firmemente y volver al centro para terminar con un corte vertical hasta casi el esternón. El procedimiento, si era estrictamente ejecutado según el ritual, resultaba en extremo doloroso para el inmolado a la vez que repugnante para los asistentes, ya que con frecuencia el paquete intestinal se desparramaba por el suelo. Además, el samurái no moría al instante, sino que sufría una agonía de varias horas. Puesto que ni el practicante de seppuku quería sufrir tanto ni al público le agradaba contemplar tan macabro espectáculo, se ponía a disposición del practicante un ayudante en el suicidio, kaishaku en japonés. La misión de este, que a menudo era seleccionado por el propio condenado de entre sus allegados o amigos consisitía en permanecer de pie al lado del practicante para decapitarlo en el momento más apropiado. Ese momento solía ser establecido de antemano a voluntad del suicida. Lo más habitual era acordar una señal que tendría que dar el que se disponía a morir, tras la cual el ayudante debía actuar con fatal determinación.
En la mayoría de los casos, los ejecutantes no llegaban a clavarse el tantō, y entonces la simple acción de empuñar la daga y acercársela constituía la señal para el kaishaku. Algunos samuráis cuantificaban el valor de los practicantes del seppuku según lo lejos que habían llegado en la práctica del ritual antes de que el ayudante procediera a la decapitación, siendo considerados de excepcional valor los que llegaban a practicarse el corte vertical hacia el esternón.

## Las mujeres y elseppuku

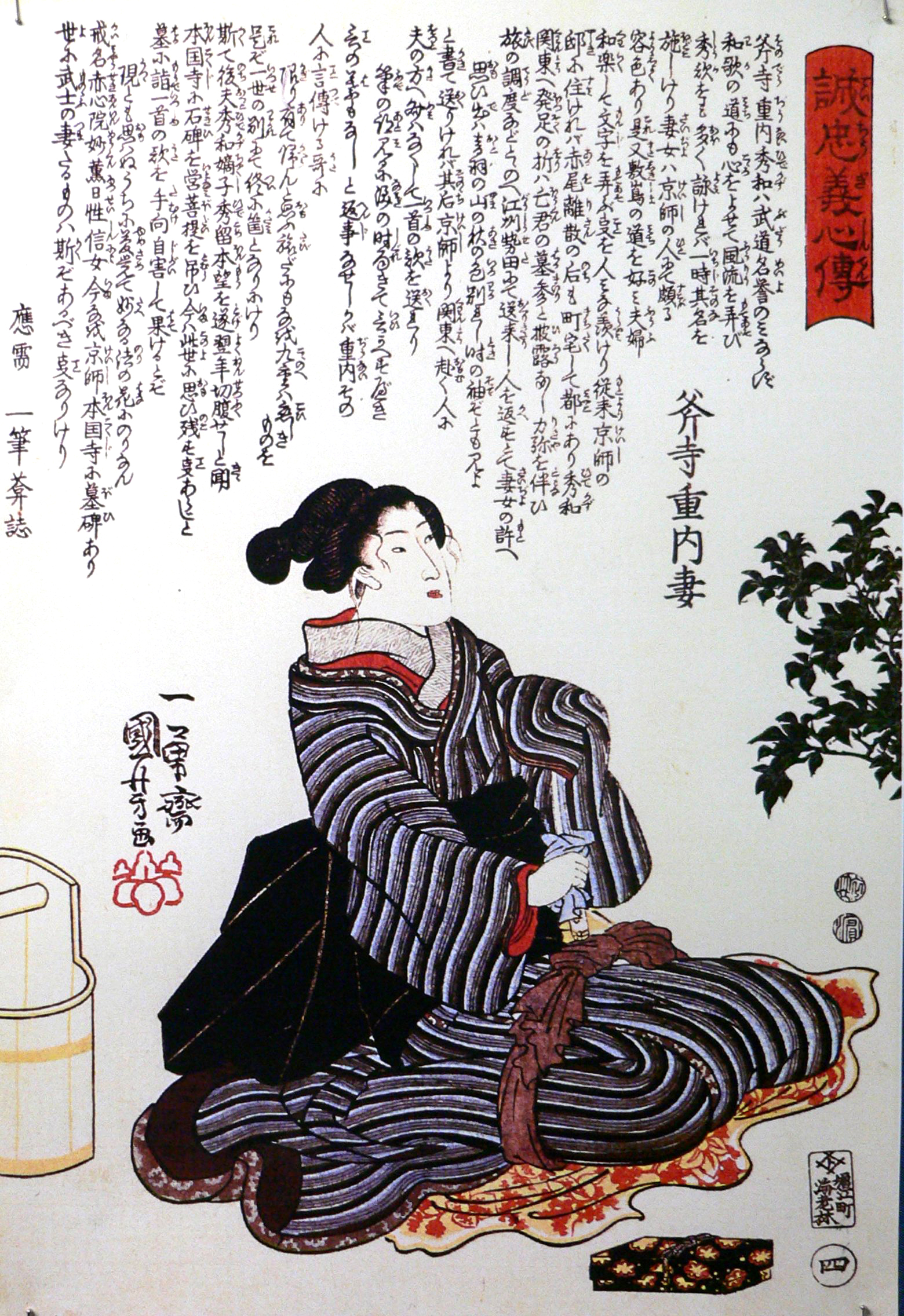
La esposa de Onodera Junai, uno de los 47 rōnin, se prepara para realizar jigai y acompañar así a su marido en la muerte.

Las mujeres nobles podían enfrentarse al suicidio por multitud de causas: para no caer en manos del enemigo, para seguir en la muerte a su marido o señor, al recibir la orden de suicidarse, etc.
Técnicamente, el suicidio de una mujer no se considera harakiri o seppuku, sino «suicidio» a secas (jigai (自害) en japonés), en oposición al término habitual, jisatsu (自殺). La principal diferencia con el seppuku es que, en lugar de abrirse el abdomen, en el jigai se practicaba un corte en el cuello, seccionándose la arteria carótida con una daga con hoja de doble filo llamada kaiken. Previamente, la mujer debía atarse con una cuerda los tobillos, muslos o rodillas para no padecer la deshonra de morir con las piernas abiertas al caer. 

## La historia de los 47rōnin
El harakiri o seppuku forma parte imprescindible de la historia de los 47 rōnin, suceso real a principios del período Edo, que posteriormente fue narrado en la obra literaria medieval más importante de Japón, e inmortalizada mediante el kabuki. La trama de la historia es la siguiente:
Dos daimyō (señores feudales) llamados Asano Takuminokami Naganori y Kira Kozukenosuke Yoshinaka se encontraban en la corte del shōgun y surgió una discusión, en la que Kira insultó a Asano, el cual desenvainó su wakizashi e hirió a Kira en la frente. Debido a que estaba prohibido desenfundar armas en la «gran casa» del shōgun, Asano fue condenado a cometer harakiri. Además, por tratarse de un delito muy grave, toda su familia fue expulsada de sus tierras. Sus criados se quedaron sin trabajo. Entre ellos, numerosos samuráis se convirtieron en rōnin (guerreros sin señor).
Este incidente fue considerado como una grave ofensa y, por lo tanto, se reunieron a deliberar si debían vengar a su amo matando a Kira. De todos los guerreros empleados del clan Asano, solo se comprometieron a colaborar en la venganza unos 60, firmando con su sangre un documento. El resto se dispersó. Muchos de los guerreros que se habían comprometido flaquearon y abandonaron su causa. Al final, tras dos años de muchas penurias, consiguieron completar los preparativos de la venganza. Una noche de diciembre, mientras caía una intensa nevada, los 47 rōnin restantes asaltaron la mansión de Kira y le ofrecieron cometer harakiri con la misma hoja que había usado su amo. Al negarse, fue decapitado, tras lo cual recogieron la cabeza y se dirigieron a ofrecerla en la tumba de su amo, que había sido enterrado en el templo budista Sengakuji. 
Por este acto, los 47 rōnin fueron condenados por el shōgun a cometer harakiri y fueron enterrados en el templo de Sengakuji, junto a la tumba de su señor.
Se puede decir que quienes cometieron harakiri fueron 46 rōnin, ya que al matar a Kira, uno de ellos (Terasaka Kichiemon) regresó a su pueblo por encargo de Oishi para contar lo sucedido a los familiares. Aunque posteriormente se entregó también a las autoridades, fue indultado. A su muerte, su cadáver fue trasladado al templo Sengakuji en Tokio y enterrado junto a sus compañeros.
Hay que tener en cuenta que estos samuráis pasaron dos años planificando la venganza de su amo, haciéndose pasar por borrachos, vagos, vagabundos e inclusive locos, rodeándose de lo que era peor visto por la sociedad puesto que, tras la muerte de su señor, el shōgun mandó que se les vigilase para evitar algún atentado a la vida de Kira. Tomando los guerreros esta actitud pretendían engañar a quienes les vigilaban. 
Después de esos dos años, los enviados del shōgun reportaron lo sucedido y la vigilancia fue retirada, siendo esta la oportunidad que los rōnin esperaban para vengar a su daimyō.
Esta historia fue llevada al cine en 1962 por el director Hiroshi Inagaki con la actuación del actor Toshiro Mifune. En el año 2013, la productora Universal Pictures la adaptó de una forma más 'libre', dirigida por el director Carl Erik Rinsch bajo el nombre de La leyenda del samurái (47 Ronin).
Fue también relatada por Jorge Luis Borges en su cuento El incivil maestro de ceremonias Kotsuké no Suké, que forma parte de la colección de la Historia universal de la infamia (1935).

## Personas destacadas que realizaronseppuku
Por orden cronológico:
- Minamoto no Yorimasa (1106-1180)
- Azai Nagamasa (1545–1573)
- Oda Nobunaga (1534-1582)
- Takeda Katsuyori (1546-1582)
- Shibata Katsuie (1522–1583)
- Hōjō Ujimasa (1538–1590)
- Sen no Rikyū (1522–1591)
- Torii Mototada (1539–1600)
- Asano Naganori (Takumi no kami,1667-1701)
- Cuarenta y seis de los 47 rōnin (1703)
- Watanabe Kazan (1793–1841)
- Tanaka Shinbee (1832-1863)
- Byakkotai (grupo de jóvenes samuráis, 1868)
- Saigō Takamori (1828–1877)
- Yamanami Keisuke (1833–1865)
- Emilio Salgari (1862-1911)
- Nogi Maresuke (1849–1912)
- Chūjirō Hayashi (1879-1940)
- Chūichi Nagumo (1887–1944)
- Takijirō Ōnishi (1891–1945)
- Anami Korechika (1887–1945)
- Yukio Mishima (1925–1970)
- Tutomo Sato (1950)
- Dédé Fortín (1962-2000)
- Isao Inokuma (1938–2001)

## Práctica en tiempos contemporáneos
Si bien en Japón el seppuku fue oficialmente prohibido en 1873 como pena judicial, su práctica real no ha desaparecido por completo. Existen docenas de casos documentados de personas que han realizado seppuku voluntariamente desde entonces, incluyendo el caso en 1895 de varios militares que lo efectuaron como protesta por la devolución de un territorio conquistado a China; es el caso del general Nogi Maresuke, educador del emperador Hirohito, y su esposa a la muerte del emperador Meiji en 1912, y el de muchos soldados que prefirieron morir antes que aceptar la rendición tras la Segunda Guerra Mundial.
El 25 de abril de 1911, el famoso escritor italiano Emilio Salgari se quitó la vida en Turín practicando esta técnica con un yatagán.
En 1970, el famoso escritor Yukio Mishima y uno de sus seguidores realizaron un seppuku semipúblico como protesta por la miseria moral y la degradación que suponía el haber abandonado las antiguas virtudes japonesas y haber adoptado el modo de vida occidental. Mishima lo realizó en el despacho del General Kanetoshi Mashita, tras haberse dirigido a las tropas del cuartel para que se les unieran en el acto de protesta. Su kaishakunin, un hombre de 25 años llamado Masakatsu Morita, intentó tres veces decapitarlo sin éxito. Finalmente, fue Hiroyasu Koga quien realizó la decapitación. Posteriormente, Morita procedió a efectuar su propio harakiri, en arrepentimiento por no haber sido capaz de asistir al de Mishima. Aunque sus cortes no fueron lo suficientemente profundos para ser mortales, hizo una señal a Koga para que también lo decapitase.